# Ачеканка
Ачеканка (рос. Ачеканка) — присілок у Убінському районі Новосибірської області Російської Федерації.
Входить до складу муніципального утворення Орловська сільрада. Населення становить 40 осіб (2010).

## Історія
Згідно із законом від 2 червня 2004 року органом місцевого самоврядування є Орловська сільрада.

## Населення
| 2002 | 2007 | 2010 |
| ---- | ---- | ---- |
| 47   | ↘42  | ↘40  |